# تلمبه عباس جوکار
تلمبه عباس جوکار یک منطقهٔ مسکونی در ایران است که در دهستان بنارویه واقع شده‌است.